# آقای مطالعه
آقای مطالعه نام یک مجموعه تلویزیونی ایرانی به کارگردانی «اکبر خواجویی» است در سال ۱۳۵۲ ساخته شد و از تلویزیون ملی ایران پخش گردید. این سریال اولین سریال ایرانی بود که به سبک صامت و سیاه و سفید ساخته شد، احتمالا دومین سریال در این سبک "خانه آقای حقدوست" بود.

## خلاصه داستان
این مجموعه تلویزیونی که به صورت بخشهای کوتاه ۱۰-۵ دقیقه‌ای ساخته شده بود، درباره کارمندی است که اشتیاق بی‌پایانی به مطالعه دارد و همیشه و در هر مکان، در حال خواندنِ کتاب است؛ به نحوی که گاه زمان و مکان را فراموش می‌کند و در قالب شخصیت کتاب‌ها فرو می‌رود. شوق و ولع افراط‌‌آمیز او به مطالعه، منجر به پیش آمدن وقایع غیرقابل پیش‌بینی و خنده‌آوری می‌شود. آقای مطالعه لقبی بود که مردم کوچه و بازار و اعضای خانواده اش به او داده بودند. 

## بازیگران و عوامل تولید

### بازیگران
- محمدعلی میاندار
- شهلا پوردل
- حشمت افشاری
- محسن خواجویی
- کوروش پوردل
- پهلوان‌زاده
- سلطان‌زاده
- صفاریان
- بذرافشان
- احمدی
- شاکری

### عوامل تولید
- نویسنده و کارگردان: اکبر خواجویی
- فیلمبردار: حسین فتوحی
- سال تولید: ۱۳۵۲
- فرمت تصویر: ویدئویی (سیاه و سفید)
- فرمت صدا: صامت
- زمان هر قسمت: ۱۰-۵ دقیقه
- محصول: تلویزیون ملی ایران